# Pallavolo Loreto
Pallavolo Loreto – włoski klub siatkarski, powstały w 1976 r. w Loreto. Klub dzieli się na sekcje: kobiet i mężczyzn.
Obie sekcje występują w Serie A2. Sekcja kobiet nosi nazwę Esse-Ti La Nef Loreto, a sekcja mężczyzn Energy Resources Carilo Loreto.